# Natație la Jocurile Olimpice de vară din 2024 - 200 m spate (feminin)
Proba de înot 200 de metri spate feminin de la Jocurile Olimpice de vară din 2024 a avut loc în perioada 1-2 august 2024 la Paris Aquatics Centre.

## Recorduri
Înaintea acestei competiții, recordurile mondiale și olimpice erau următoarele:
| Record  | Atlet                | Timp    | Loc                    | Data           |
| ------- | -------------------- | ------- | ---------------------- | -------------- |
| Mondial | Kaylee McKeown (AUS) | 2:03,14 | Sydney, Australia      | 10 martie 2023 |
| Olimpic | Missy Franklin (USA) | 2:04,06 | Londra, Marea Britanie | 3 august 2012  |

## Program
Orele sunt ora Franței (UTC+1) 
| Data                  | Timp  | Etapă      |
| --------------------- | ----- | ---------- |
| Joi, 1 august 2024    | 11:00 | Calificări |
| Joi, 1 august 2024    | 21:19 | Semifinale |
| Vineri, 2 august 2024 | 20:37 | Finala     |

## Rezultate

### Calificări
Înotătoarele cu cei mai buni 16 timpi au avansat în semifinale.
| Loc | Serie | Culoar | Înotător              | Țară                       | Timp    | Note |
| --- | ----- | ------ | --------------------- | -------------------------- | ------- | ---- |
| 1   | 3     | 5      | Peng Xuwei            | China                      | 2:08,29 | CS   |
| 2   | 2     | 4      | Kylie Masse           | Canada                     | 2:08,54 | CS   |
| 3   | 4     | 4      | Kaylee McKeown        | Australia                  | 2:08,89 | CS   |
| 4   | 4     | 5      | Phoebe Bacon          | Statele Unite ale Americii | 2:09,00 | CS   |
| 5   | 2     | 3      | Honey Osrin           | Marea Britanie             | 2:09,57 | CS   |
| 6   | 3     | 4      | Regan Smith           | Statele Unite ale Americii | 2:09,61 | CS   |
| 7   | 3     | 7      | Anastasiya Shkurdai   | AIN                        | 2:09,64 | CS   |
| 8   | 4     | 6      | Emma Terebo           | Franța                     | 2:09,66 | CS   |
| 9   | 2     | 6      | Eszter Szabó-Feltóthy | Ungaria                    | 2:09,72 | CS   |
| 10  | 4     | 8      | Lee Eun-ji            | Coreea de Sud              | 2:09,88 | CS   |
| 11  | 4     | 3      | Katie Shanahan        | Marea Britanie             | 2:09,92 | CS   |
| 12  | 4     | 2      | Carmen Weiler         | Spania                     | 2:10,09 | CS   |
| 13  | 3     | 6      | Anastasia Gorbenko    | Israel                     | 2:10,29 | CS   |
| 14  | 4     | 1      | Pauline Mahieu        | Franța                     | 2:10,30 | CS   |
| 15  | 2     | 7      | África Zamorano       | Spania                     | 2:10,40 | CS   |
| 16  | 4     | 7      | Dóra Molnár           | Ungaria                    | 2:10,51 | CS   |
| 17  | 2     | 5      | Jaclyn Barclay        | Australia                  | 2:10,53 |      |
| 18  | 2     | 1      | Aviv Barzelay         | Israel                     | 2:10,71 |      |
| 19  | 3     | 2      | Camila Rebelo         | Portugalia                 | 2:11,26 |      |
| 20  | 3     | 3      | Margherita Panziera   | Italia                     | 2:11,60 |      |
| 21  | 2     | 8      | Gabriela Georgieva    | Bulgaria                   | 2:12,15 |      |
| 22  | 3     | 1      | Regan Rathwell        | Canada                     | 2:12,21 |      |
| 23  | 1     | 5      | Tatiana Salcuțan      | Republica Moldova          | 2:13,20 |      |
| 24  | 3     | 8      | Adela Piskorska       | Polonia                    | 2:13,39 |      |
| 25  | 2     | 2      | Laura Bernat          | Polonia                    | 2:14,57 |      |
| 26  | 1     | 4      | Cindy Cheung          | Hong Kong                  | 2:17,32 |      |
| 27  | 1     | 3      | Anishta Teeluck       | Mauritius                  | 2:18,67 |      |

### Semifinale
Primele 8 înotătoare cu cei mai buni timpi au avansat în finală.
| Loc | Serie | Culoar | Înotător              | Țară                       | Timp    | Note |
| --- | ----- | ------ | --------------------- | -------------------------- | ------- | ---- |
| 1   | 1     | 5      | Phoebe Bacon          | Statele Unite ale Americii | 2:07,32 | C    |
| 2   | 2     | 5      | Kaylee McKeown        | Australia                  | 2:07,57 | C    |
| 3   | 2     | 3      | Honey Osrin           | Marea Britanie             | 2:07,84 | C    |
| 4   | 2     | 4      | Peng Xuwei            | China                      | 2:07,86 | C    |
| 5   | 1     | 4      | Kylie Masse           | Canada                     | 2:07,92 | C    |
| 6   | 1     | 3      | Regan Smith           | Statele Unite ale Americii | 2:08,14 | C    |
| 7   | 2     | 7      | Katie Shanahan        | Marea Britanie             | 2:08,52 | C    |
| 8   | 2     | 6      | Anastasiya Shkurdai   | AIN                        | 2:08,79 | C    |
| 9   | 1     | 6      | Emma Terebo           | Franța                     | 2:09,38 |      |
| 10  | 2     | 2      | Eszter Szabó-Feltóthy | Ungaria                    | 2:09,41 |      |
| 11  | 1     | 1      | Pauline Mahieu        | Franța                     | 2:09,56 |      |
| 12  | 1     | 8      | Dora Molnar           | Ungaria                    | 2:09,83 |      |
| 13  | 1     | 7      | Carmen Weiler         | Spania                     | 2:09,99 |      |
| 14  | 2     | 8      | África Zamorano       | Spania                     | 2:10,63 |      |
| 15  | 1     | 2      | Lee Eun-ji            | Coreea de Sud              | 2:11,86 |      |
| 16  | 2     | 1      | Anastasia Gorbenko    | Israel                     | 2:11,96 |      |

### Finala
| Loc | Culoar | Înotător            | Țară                       | Timp    | Note |
| --- | ------ | ------------------- | -------------------------- | ------- | ---- |
| 1   | 5      | Kaylee McKeown      | Australia                  | 2:03,73 | RO   |
| 2   | 7      | Regan Smith         | Statele Unite ale Americii | 2:04,26 |      |
| 3   | 2      | Kylie Masse         | Canada                     | 2:05,57 |      |
| 4   | 4      | Phoebe Bacon        | Statele Unite ale Americii | 2:05,61 |      |
| 5   | 1      | Katie Shanahan      | Marea Britanie             | 2:07,53 |      |
| 6   | 6      | Peng Xuwei          | China                      | 2:07,96 |      |
| 7   | 3      | Honey Osrin         | Marea Britanie             | 2:08,16 |      |
| 8   | 8      | Anastasiya Shkurdai | AIN                        | 2:10,23 |      |